# Christus kam nur bis Eboli (Film)
Christus kam nur bis Eboli (Cristo si è fermato a Eboli) ist ein italienischer Spielfilm von Francesco Rosi aus dem Jahr 1979, nach den 1945 erschienenen gleichnamigen Erinnerungen von Carlo Levi an die Zeit seiner Verbannung als Opponent des faschistischen Staates in den Jahren 1935/36 in dem süditalienischen Dorf Aliano. Im Zentrum steht das fremde, archaische und elende Leben des Ortes. Rosi trug sich schon nach seinem Wer erschoss Salvatore G.? von 1961 mit dem Gedanken, Levis Text zu verfilmen, stellte das Vorhaben jedoch zugunsten aktueller Themen zurück.

## Produktion

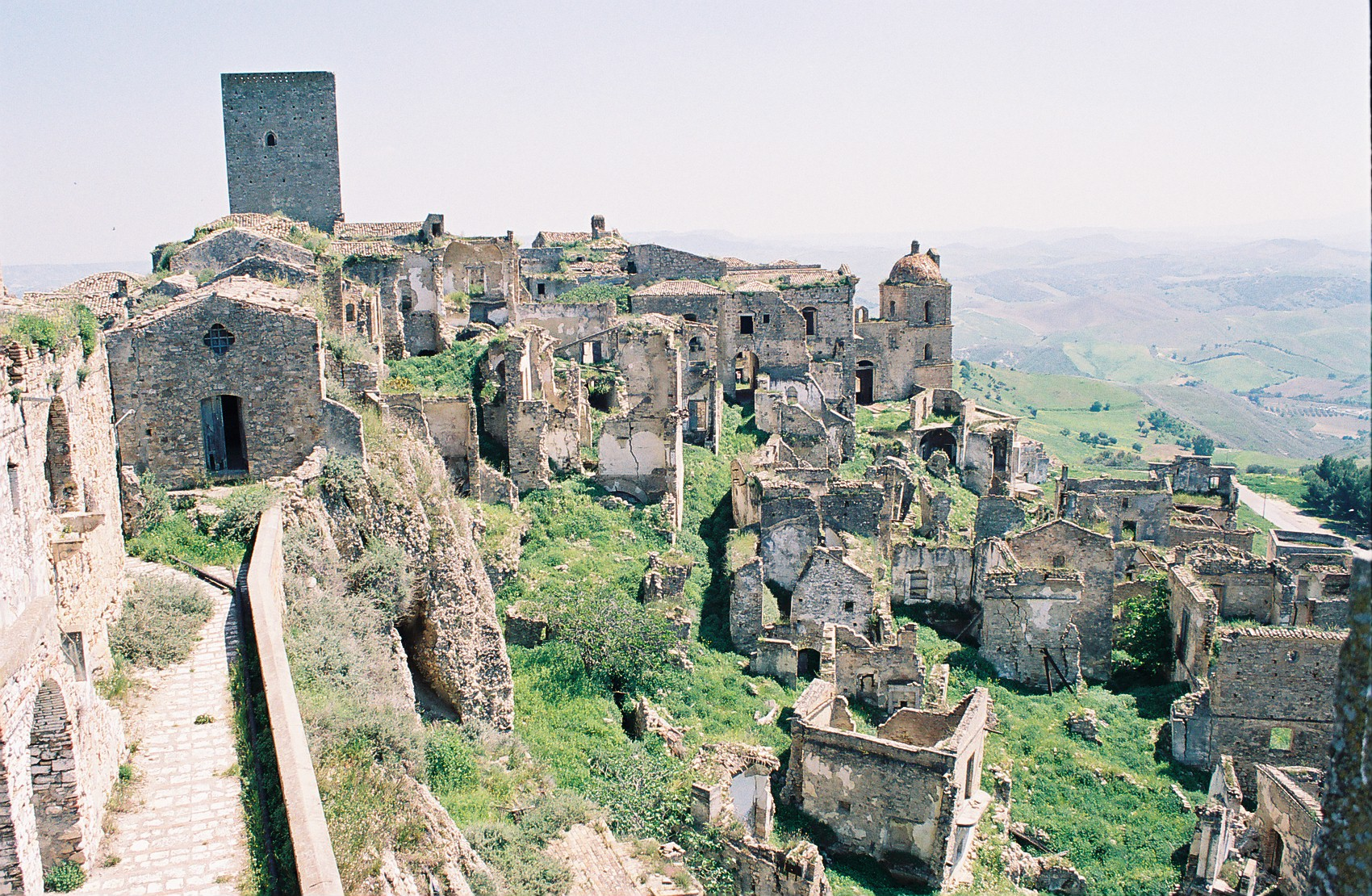
Craco, 2007

Gedreht wurde der Film in den Orten Aliano, Craco und Guardia Perticara in der Basilicata sowie in Gravina di Puglia. Rosi konnte mit einer vertrauten Crew arbeiten. Der mehrfache Oscarpreisträger und bevorzugte Kameramann Viscontis, Pasqualino De Santis, hatte bereits seinen Film Schöne Isabella (1967) gedreht. Mit Editor Ruggero Mastroianni, den er seit Drei Brüder kannte, hat er in der Folge auch  wiederholt zusammengearbeitet. Die Filmmusik schrieb Rosis langjähriger Filmkomponist Piero Piccioni.

## Veröffentlichung
Premiere des Films war am 22. Februar 1979 in Rom. Am 11. Mai 1979 wurde er in Cannes vorgestellt. TV-Premiere in Deutschland war am 
29. März 1981 im ZDF.
2006 brachte Infinity eine DVD der Kinofassung in italienischer Sprache mit englischen Untertiteln heraus, Lauflänge 145:05 min. Als Bonusmaterial enthält die DVD ein Filmporträt Francesco Rosis (Dauer 56 min.) Neben der Kinofassung existiert eine in mehrere Folgen unterteilte Fernsehfassung, die ca. 80 Minuten länger ist.

## Rezeption

### Preise und Auszeichnungen
Der Film gewann 7 Filmpreise und wurde für einen weiteren nominiert. Francesco Rosi erhielt u. a. 1979 einen Donatello und 1983 einen BAFTA.

### Kritik
Laut dem Fischer Film Almanach 1981 werde die literarische Vorlage „sorgfältig und optisch eindringlich“ umgesetzt, so getreu wie möglich, ohne dem Text wörtlich zu folgen, sondern hinsichtlich der Struktur. Dank des Hauptdarstellers und der Kameraarbeit „ist dieser Film zu einem differenzierten Kulturdokument und zugleich zu einem cineastisch in Farbe und Licht, Schatten und Stimmung, Montage und Rhythmus herausragenden Ereignis geworden.“ Die Zoom stellte einen Stilwandel Rosis fest, von realistischen Politthrillern hin zu einer „ethnographisch-anthropologischen Analyse“ der süditalienischen Kultur. Der Film besitze „Wärme und eine fast klassisch anmutende Gestaltung“. Die „außerordentlich behutsame und poetische Erzählweise“ entspreche der Vorlage, die Geschichte sei „nicht als naturalistischer, polemischer Bericht über den fortdauernden Pauperismus des Südens konzipiert, sondern als einfühlsame Begegnung zweier Kulturen.“ Die karge Landschaft hätten Kameramann De Santis und Rosi in „grossartigen“ Bildern eingefangen.
Das Lexikon des Internationalen Films lobte den Hauptdarsteller, die Ästhetik der Landschaft und das „sich differenzierende Verständnis“ für das Wesen Süditaliens. Im evangelischen Filmbeobachter wurde der Film als Christusallegorie gedeutet. Die Hauptfigur, der verbannte Arzt, gewinne das Vertrauen der örtlichen Bevölkerung gerade durch seine Passivität und sein Schweigen; er unterlasse eine zivilisatorische Missionierung ebenso wie eine verlogen-einschmeichlerische Anpassung. Sie akzeptierten ihn, „weil der Arzt gerade ‚nichts will‘, weil er bescheiden, unaufdringlich, ohne weltstädtischen Hochmut, durch reine Anschauung die Menschen dazu bringt, auch ihn wahrzunehmen, als einen Menschen, der zwar anders ist, aber doch auch genauso ein Mensch wie sie.“ Erst dank dieses Vertrauens gelinge es ihm, die Bevölkerung zu humanisieren – so komme eine Christusgestalt doch noch in dieses Dorf. Darum handele es sich um einen der religiösesten Filme der letzten Jahre.
Der Zeit-Kritiker Hans-Christoph Blumenberg bemerkte, dass die gezeigte kulturelle Entfremdung und die schon im Jugendalter einsetzende Arbeitslosigkeit 1980 immer noch im entlegenen, kargen Süden Italiens anzutreffen ist. Der Film helfe „einiges [zu] verstehen“.